# Laurie Segall
Laurie Segall (18 de diciembre de 1986) es una periodista estadounidense. Destacado por entrevistar a líderes tecnológicos que incluyen Mark Zuckerberg y Tim Cook, entre otros, ella es la corresponsal senior de tecnología para CNN y un editor general para CNN T ech. Segall también aloja  Mostly Human , una serie docu que explora el impacto de la tecnología en el sexo, el amor y la muerte.

## Biografía
Segall nació en Georgia. De ascendencia judía, asistió a una escuela cristiana y sintió que nunca encajaba. Asistió a la Universidad de Míchigan y como estudiante consiguió una pasantía en la CNN. Se graduó con una licenciatura en política y posteriormente fue contratada en un puesto de tiempo completo en la CNN.
En CNN, Segall produjo varias series digitales de formato corto, que incluyen "Sex, Drugs & Silicon Valley", "Revenge Porn" y "Secret Lives of Superhero Hackers". Más tarde, desarrolló una serie que exploraría las mayores implicaciones de la tecnología ,  Mostly Human , y lanzó con éxito la idea al presidente de CNN Jeff Zucker. La serie comenzó a transmitirse en marzo de 2017 en CNNgo. A los 26 años, Segall apareció en la lista de  Forbes  '"30 Under 30" en la categoría de medios.  Mashable  la incluyó en su lista de los siete principales periodistas para suscribirse en Facebook. [cita requerida]
En febrero de 2019 anunció que dejará la CNN después de 10 años. En el futuro, participará en una empresa centrada en la intersección de la tecnología y la ética.